# Арей I
Арей I (на старогръцки: Ἄρειος Α, Areus I; † 265 пр.н.е. до Коринт) е цар на Спарта. Той управлява 44 години от 309 пр.н.е. до 265 пр.н.е. Внук е на цар Клеомен II.
Той е син на принц Акротат I, най-големият син на цар Клеомен II от династията Агиди. Понеже Акротат умира преди Клеомен, след смъртта на Клеомен през 309 пр.н.е. се стига до караница за трона между кам Арей и чичо му Клеоним. Баба му Герузия решава, че Арей трябва да стане цар и ефорите дават на Клеоним големи права, за да не стане враг на Спарта.
През 280 пр.н.е. по инициатива на Спарта се образува съюз на гърците. Те искат заедно със съюзника им Птолемей Керавън да се освободят от надмощието на Антигон II Гонат. Арей като командир на спартанските и съюзническите войски нахлува в Етолия и унищожава Кирейнската страна, свещената земя на Аполон. Вторият му поход против етолийците няма успех, защото съюзниците не изпращат войски, понеже предполагат, че Арей не иска да освободи Гърция, а иска сам да я управлява.
Арей отива на Крит през 272 пр.н.е., за да помага на Гортините. Клеоним използва неговото отсъствие и накарва Пир от Епир да нападне Спарта.
Пир нахлува в Лакония и унищожава страната, но не успява да превземе град Спарта. Когато Арей се връща с 2000 войника, Пир се оттегля и се обръща против Аргос. Тук той е убит в битка с Антигон.

## Хремонидова война
През 267 пр.н.е. Птолемей II Филаделф тръгва към Атина, за да я освободи от Антигон и Арей му помага. Те се оттеглят, понеже противникът е много по-силен. Арей пада убит през 265 пр.н.е. близо до Коринт в битка с Антигон. Неговият син Акротат II става негов наследник. В Олимпия поставят в чест на Арей две статуи и му посвещават конническа статуя на кон от елидите. Арей е написал едно писмо на еврейския първосвещеник Ониас I.